# Draženov
Draženov – gmina w Czechach, w powiecie Domažlice, w kraju pilzneńskim. Według danych z dnia 1 stycznia 2013 liczyła 397 mieszkańców.